# 俞鐸 (正統進士)
俞鐸（1415年—1489年），字振文，浙江紹興府新昌縣人。明朝政治人物。

## 生平
正統三年（1438年）戊午科浙江鄉試第二十五名。正統四年（1439年）聯捷己未科進士，初為户部主事，升郎中。陞江西南昌知府，調南直隸寧國府知府，有惠政。随后历任云南參政，成化九年（1473年）升云南右布政使，十四年以左布政使致仕。

## 家族
有子俞深。曾孫俞時及。